# GOLDEN☆BEST 田中美奈子
『GOLDEN☆BEST 田中美奈子』（ゴールデンベスト たなかみなこ）は、田中美奈子のベスト・アルバム。2004年11月25日に発売された。
発売元は徳間ジャパンコミュニケーションズ。

## 解説
各レコード会社から発売されている『ゴールデン☆ベスト』シリーズの1枚としてリリースされた、田中美奈子の廉価版ベスト・アルバム。
1989年7月、斉藤由貴「夢の中へ」（井上陽水のカバー）や森高千里「17才」（南沙織のカバー）等、カバーソング・ブームに乗ってリリースされてヒットしたデビュー・シングル「涙の太陽」をはじめ、シングル発売順に収録されている（一部アルバム収録曲や "MINAKO" 名義で発表したアルバムの楽曲を含む）。
自身も出演したTBS系テレビドラマ『トップスチュワーデス物語』の主題歌となった「夢みてTRY」は、TM NETWORK活動停止前（後に活動再開）の小室哲哉から提供された楽曲。上記 "MINAKO" 名義のアルバム『東京コア』（1995年10月25日）でも再びタッグを組んでおり、本アルバムのラスト・ナンバーとして収録されている。

## 収録曲
1. 涙の太陽
  - 作詞:湯川れい子 作曲:中島安敏 編曲:関根安里
  - 安西マリアらが歌った楽曲のカバー
2. BE MY BABY
  - 訳詞:只野菜摘 作曲:J. BARRY・P. SPECTOR・E. GREENWICH
  - 編曲:鷺巣詩郎
  - ザ・ロネッツ（The Ronettes）のカバー
3. Tell me
  - 作詞:松本隆 作曲:PAUL CHITEN 編曲:鷺巣詩郎
  - シングル「BE MY BABY」のカップリング曲
4. Mother Earthの気まぐれ
  - 作詞:只野菜摘 作曲:川上明彦 編曲:西脇辰弥
  - アルバム『君の瞳に優しく』
5. 夢みてTRY
  - 作詞・作曲・編曲:小室哲哉
  - TBSテレビ系テレビドラマ『トップスチュワーデス物語』主題歌
6. Dancing in the shower
  - 作詞:浦江アキコ 作曲:屋敷豪太・佐々木研 編曲:Gota
7. 左手で誘惑TONIGHT
  - 作詞:朝野深雪 作曲:井上龍仁 編曲:ESSEX
8. ギリギリしてる
  - 作詞・作曲:川島だりあ 編曲:明石昌夫
  - テレビ朝日系『いつか行く旅』テーマ曲
9. 恋のバカンス〜バルセロナ・ヴァージョン〜
  - 作詞:岩谷時子 作曲:宮川泰 編曲:幾見雅博
  - サントリー「恋のいよかん」CMソング
  - ザ・ピーナッツが歌った楽曲のカバー
10. SEASON
  - 作詞・作曲:織田哲郎 編曲:葉山たけし
  - TBSテレビ系テレビドラマ『天使のように生きてみたい』主題歌
  - 織田哲郎の同名シングル楽曲のカバー
11. ラスト・グラジュエイション
  - 作詞・作曲:小比類巻かほる 編曲:上野圭市
12. 眠らない街
  - 作詞:田中美奈子 作曲:工藤仁志 編曲:鳥山雄司
  - 映画『眠らない街・新宿鮫』主題歌
13. もう一度ROLL ON
  - 作詞・作曲:小比類巻かほる 編曲:上野圭市
  - 日本テレビ系『うるとら7:00』オープニング・テーマ
14. もっとはじけて私の前で
  - 作詞・作曲:西薗まり 編曲:上野圭市
  - アルバム『ROLL ON』収録曲
15. 探さないで
  - 作詞:小比類巻かほる 作曲・編曲:上野圭市
  - IONA CMソング
16. ピース・オブ・マインド
  - 作詞・作曲:窪田晴男・田中美奈子 編曲:窪田晴男
  - "MINAKO" 名義のアルバム『東京コア』（1995/10/25）収録曲
17. Tears
  - 作詞:藤野まなみ 作曲・編曲:小室哲哉・窪田晴男

"MINAKO" 名義のアルバム『東京コア』（1995/10/25）収録曲